# Kökar
Kökar /ˈɕøːkar/ uttal (fil) är en ögrupp och kommun i sydöstra Ålands skärgård. Kökar har omkring 225 invånare och en yta på 2 165 km². Centralorten är Karlby.

## Historia

### Bronsåldern
De tidigaste spåren av mänsklig närvaro på Kökar kommer från yngre bronsåldern, omkring 1000 f.Kr. På Kalen finns flera skärvstenshögar som tyder på att sälfett har kokats till tran. Stenarna hettades upp i eld och lades i naturliga fördjupningar i berget. När de sprack av värmen kasserades de och lades i högar.
Vid Otterböte finns lämningar efter en säljägarboplats med husgrunder, djurben och keramikskärvor. Keramiken tyder på att jägarna kom från Lausitzkulturen i nuvarande Polen.

### Medeltida segelleder
Under medeltiden gick en segelled från Danmark längs Sveriges ostkust via Arholma, Åland och Hangö till Reval (dagens Tallinn). I en handskrift från 1200-talet, det så kallade danska itinerariet, nämns Kökar som Thiyckækarl.
Farledens exakta sträckning är inte känd, men tros ha gått från Lemböte via Kyrksundet i Föglö, vidare till Hamnö och österut mot Aspö.
När större fartyg började användas på 1300- och 1400-talet blev farvattnen väster om Kökar och Kökarsfjärden viktiga inseglingsleder söderifrån. Hamnö låg i en knutpunkt mellan farleder och erbjöd både skyddade hamnar och färskvatten.

### Franciskaner på Kökar
På Hamnö fanns ett franciskanerkloster från slutet av 1400-talet fram till reformationen.

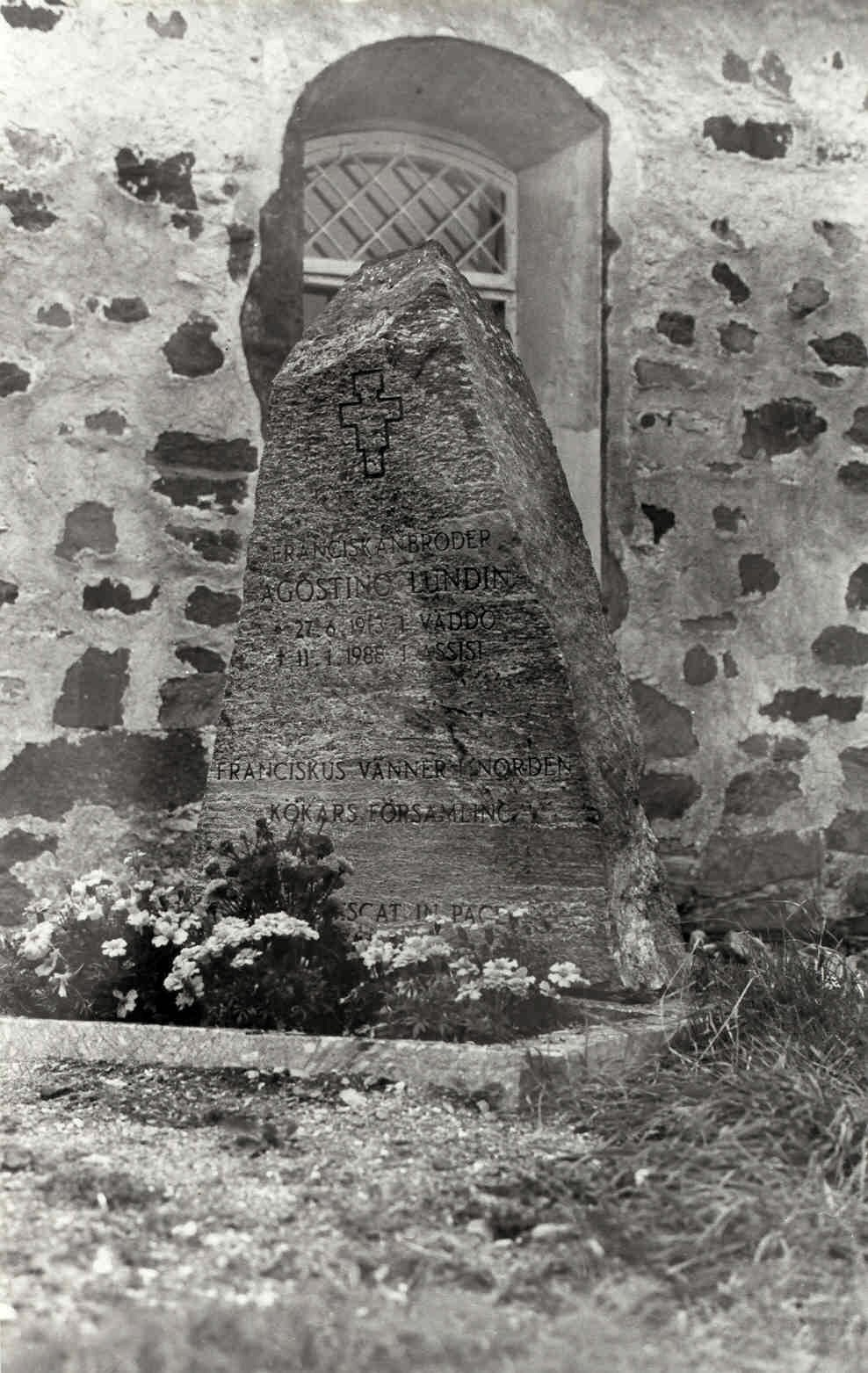
Nutida grav vid S:ta Anna kyrka på Kökar.

Klostret omnämns första gången 1472 som Conuentu Tiokkakarlensis, men munkarna tros ha verkat där redan tidigare, kanske säsongsvis i samband med fiske och sjöfart.
På Hamnö har man även funnit husgrunder och rester av en möjlig smedja, vilket kan tyda på militär eller hantverksmässig verksamhet. Klostret drogs in av Gustav Vasa på 1530-talet och byggnaderna förföll. Den nuvarande kyrkan står delvis på den gamla klosterkyrkans grund och är byggd med stenar från klostret.

### Fiske
Fisket runt Kökar har varit betydelsefullt i flera århundraden. Utomskärs vid Mörskär, Kökarsören, Långskär, Fölskär och Jusskär fiskades torsk och strömming, medan innerskärs vatten gav gädda, abborre och flundra.
Skattelängder från 1500-talet visar att hundratals båtlag kunde fiska i området under säsong. När Kökar byggde en ny kyrka i slutet av 1700-talet kom en större donation från fiskköparämbetet i Stockholm – ett tecken på fiskets regionala betydelse.
Fisket förblev den viktigaste näringen fram till mitten av 1900-talet. Livet präglades av jordbruk, fiske, fågeljakt och sälfångst. Fångsten såldes till fiskköpare som förde varorna vidare till Stockholm, Åbo, Reval och senare Helsingfors. Den såldes även direkt på marknader där man köpte varor som inte kunde produceras på Kökar.

## Geografi
I kommunen finns byarna Finnö, Hellsö, Karlby, Kyrkogårdsö, Munkvärvan, Söderby, Vålö, Österbygge och Överboda. Terrängpartier som Kalen och Sommarön, berget Otterböte, samt öarna Flattö, Idö (naturreservat sedan 2005), Karlbylandet, Hamnö, Källskär, Kökarsören (med fyr), Mörskär och Ubbenholm ligger också inom kommunen. Andra geografiska platser är sjön Oppsjön, färjeläget Harparnäs samt sundet Hamnö sund. Kökarsfjärden skiljer Kökar från Föglö.

## Ekonomi och infrastruktur
Näringslivet bygger främst på turism, sjöfart, samhällsservice och jordbruk. I Kökar finns mataffär, bygghandel, post, bank, skola, daghem, hälsomottagning, bibliotek, mindre apotek, brandstation, sjöbevakningsstation, kyrka, ungdomslokaler, kommunkontor, äldreboende och taxiverksamhet.
Dessutom finns hotell, restauranger, stugbyar, campingplatser, kaféer och gästhamnar, varav flera är säsongsöppna. Under sommaren, särskilt från slutet av juni till början av augusti, ökar befolkningen genom besökare, sommarboende, kökarättlingar och båtfarare.
Kökar har färjeförbindelse med Långnäs i Lumparland på fasta Åland och med Galtby i Korpo på det finska fastlandet.

## Demografi

### Befolkningsutveckling
Invånarantal den 31 december respektive år:
- 1910: 879
- 1920: 875
- 1930: 785
- 1940: 741
- 1950: 683
- 1960: 561
- 1970: 369
- 1980: 304
- 1990: 296
- 2000: 296
- 2010: 259
- 2020: 225
- 2024: 227

### Språkfördelning (2024)
- Svenska: 196 personer (86,3 %)
- Finska: 21 personer (9,3 %)
- Övriga språk: 10 personer (4,4 %)

## Kultur

### Sevärdheter

#### S:ta Anna kyrka

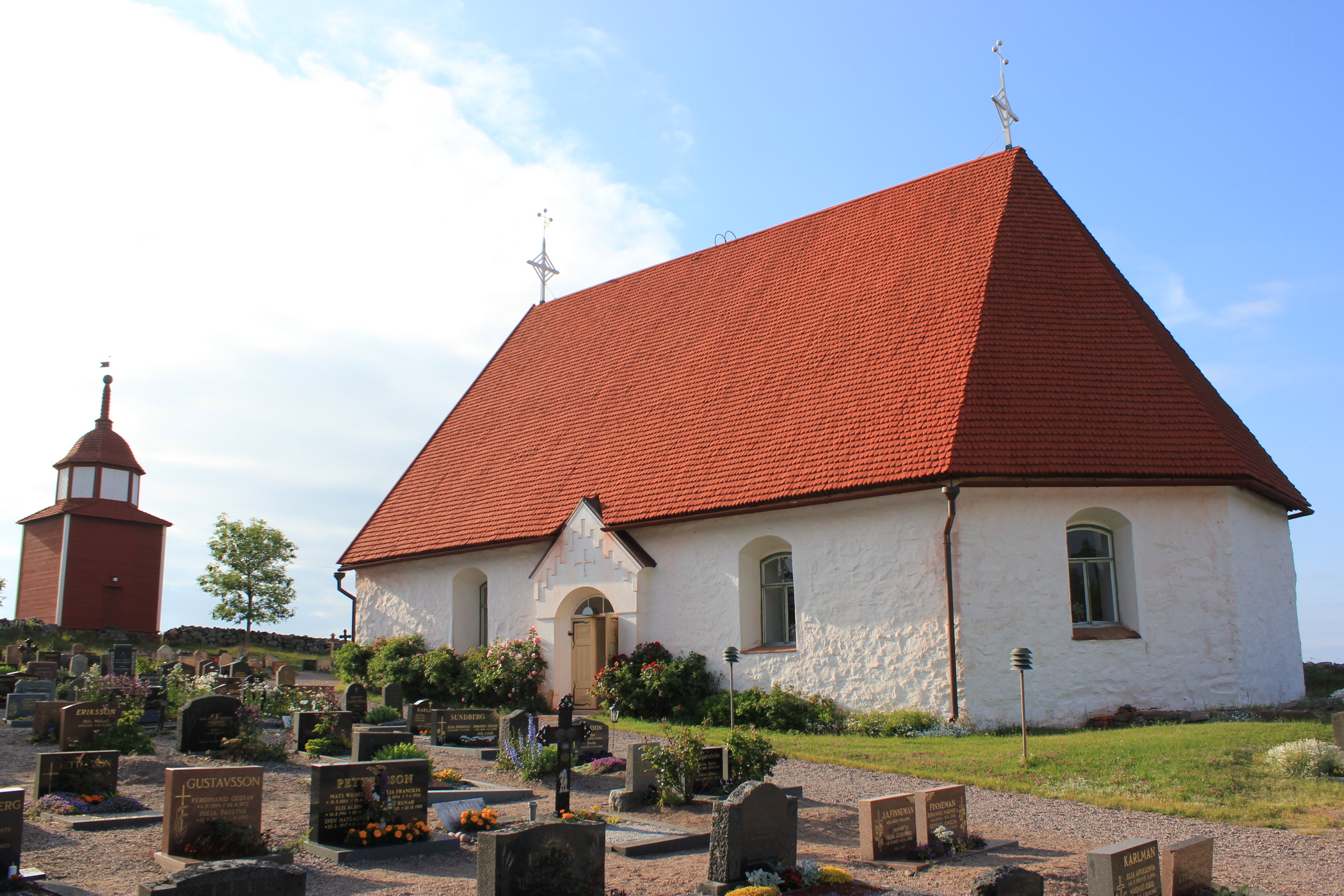
S:ta Anna kyrka på Hamnö.

S:ta Anna kyrka på Hamnö färdigställdes 1784 och står delvis på grundmuren till den tidigare konventskyrkan.

#### Franciskanerklostret på Hamnö
På Hamnö finns ruinerna av ett medeltida franciskanerkloster. Fynd från platsen visas i klosterkällaren, som invigdes som kapell 1979.

#### Kappelskatan
Vid Kappelskatan på södra Hamnö finns grunden till ett senmedeltida sjöfararkapell.

#### Otterböte

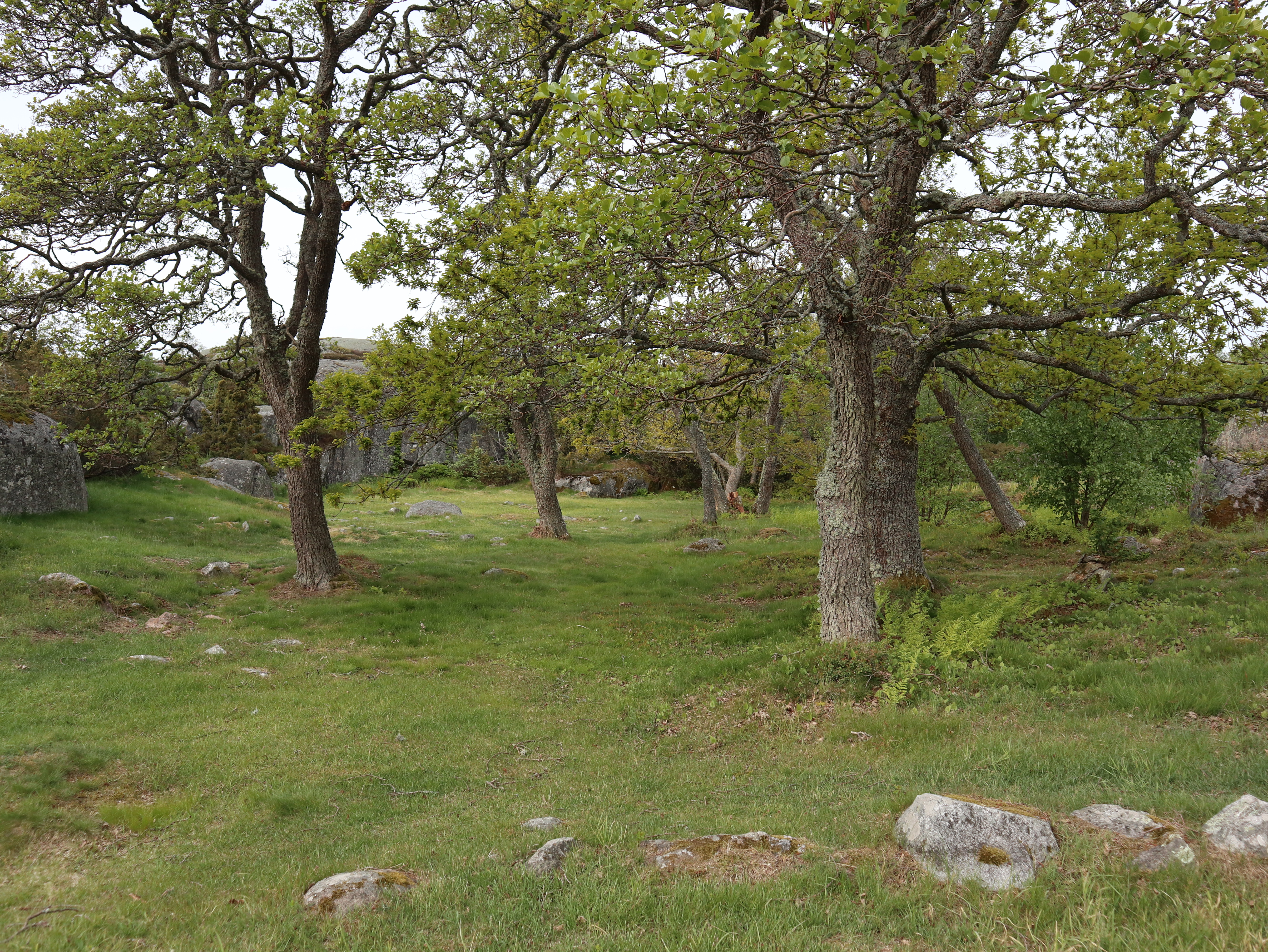
Stenformation vid Otterböte, troligen använd för tranberedning.

Otterböte är en boplats från bronsåldern med spår efter säljägare från omkring 1000 f.Kr.

#### Källskär

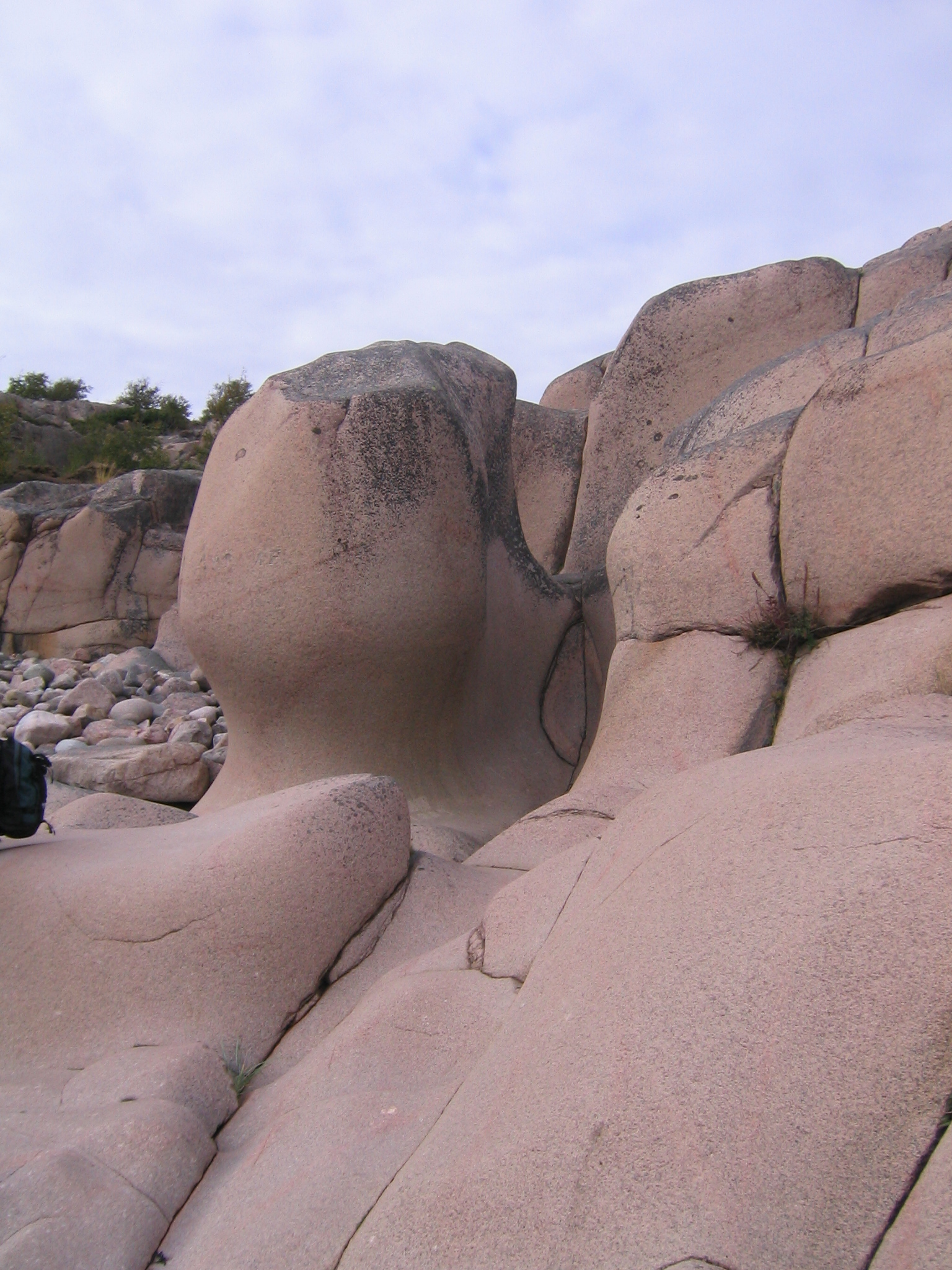
Källskärskannan, en rundad granitpelare.

Källskär, cirka fem kilometer söder om Karlby, är känd för stenformationen Källskärskannan – en tre meter hög, rundad granitpelare formad under istiden. På ön finns även en stockstuga och trädgård uppförda av friherre Göran Åkerhielm samt ett bevarat fiskehus.

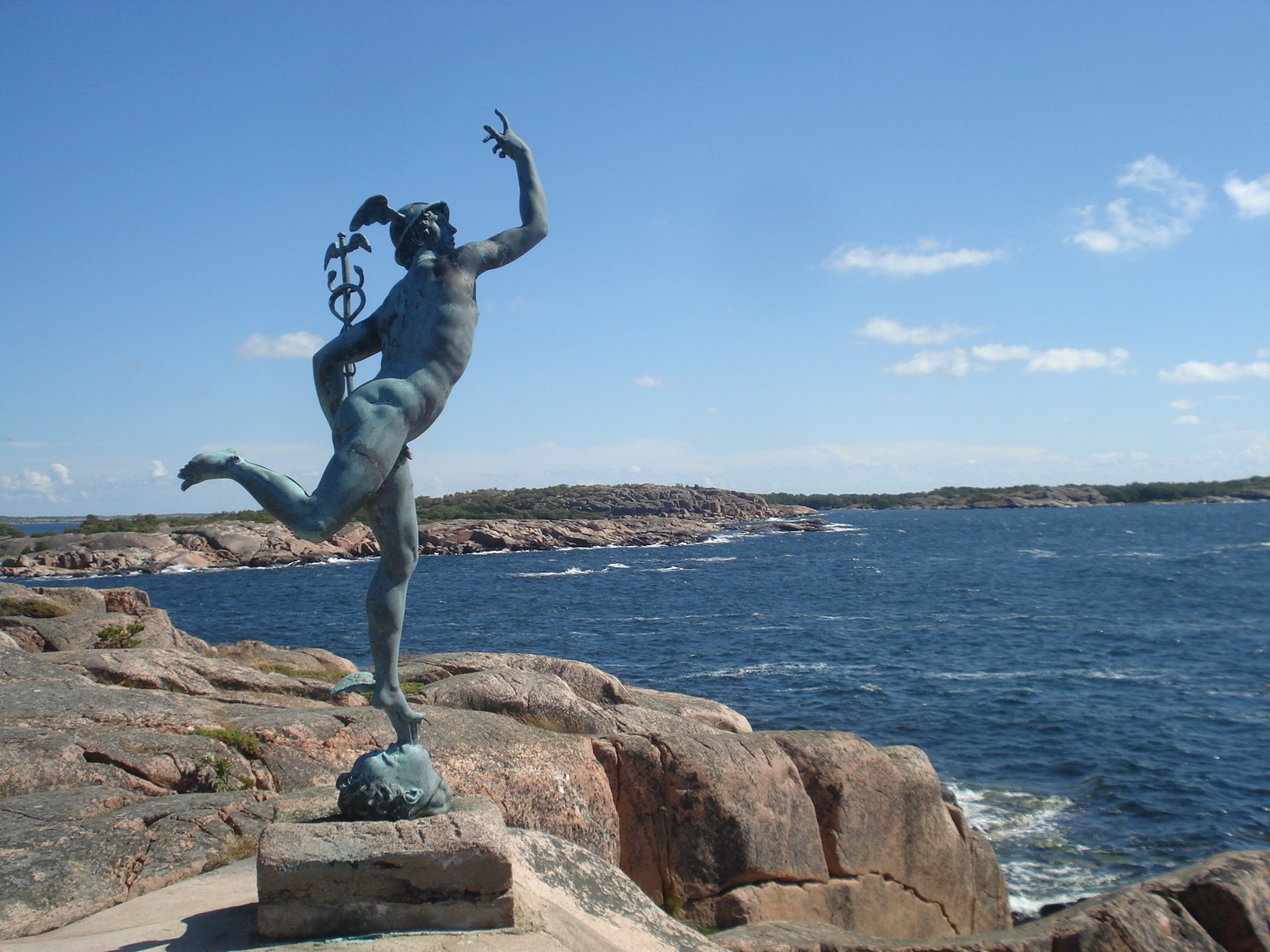
Skulpturen Merkurius på Källskär.

### Traditioner och evenemang
- I juni klär bybor och besökare midsommarstänger i de större byarna. När stången är rest sjunger man Ålänningens sång, ofta kallad Ålands nationalsång. Midsommardanser hålls i ungdomslokalerna i Karlby och Hellsö.
- Den första helgen i juli äger Franciskusfesten rum på Hamnö och samlar besökare från andra orter.[8]
- I juli spelar Skärgårdsteatern föreställningar på Kökar.
- I slutet av augusti tänder man eldar längs Östersjöns stränder under Forneldarnas natt, till minne av äldre vårdkasesystem.

### Föreningsliv och kulturutövning
- Över 400 konstnärer har arbetat i Kökars gästateljé, bland andra Santeri Tuori och Regine Neumann.
- På Kökar finns en aktiv bildkonstcirkel och kören Kökarröster.
- Tidigare fanns ett spelmanslag och ett folkdanslag. Kökarengelskan är en av de mest kända danserna.[9]
- Kommunen har två traditionella folkdräkter: en ljus och en mörk.

### Kökarprofiler
- Kenneth Gustavsson, arkeolog
- Henrik Johan Holmberg, naturforskare
- Olof Jansson (politiker), politiker
- Erik Jorpes, medicinforskare
- Ulla-Lena Lundberg, författare
- Christian Pleijel, skribent och projektledare